# Thanh niên hành khúc
"Thanh niên hành khúc" là ca khúc của nhạc sĩ Lưu Hữu Phước. Từ năm 1949 đến năm 1975, bài hát này từng bị sử dụng trái phép, đổi tên thành "Tiếng gọi công dân" bởi Việt Nam Cộng hòa để làm quốc ca cho Quốc gia Việt Nam rồi Việt Nam Cộng hòa.

## Lịch sử

### Hoàn cảnh ra đời
Ban đầu bài này có tên là "La Marche des Étudiants" ra đời cuối năm 1939, do Lưu Hữu Phước sáng tác nhạc, Mai Văn Bộ đặt lời tiếng Pháp để làm bài hát chính thức của Câu lạc bộ Học sinh (Scholar Club) Trường Trung học Pétrus Trương Vĩnh Ký với mục đích chống Pháp. Bài hát nhanh chóng trở thành bài hát chính thức của học sinh miền Nam thời bấy giờ. Năm 1941, Tổng hội Sinh viên Đông Dương đã chọn nó làm bài hát chính thức và Lưu Hữu Phước đã viết lại lời tiếng Việt với tên gọi "Tiếng gọi thanh niên", chia thành 3 phần.
Lời 1 do Mai Văn Bộ và Lưu Hữu Phước soạn năm 1941, trước năm 1945 chỉ hát bí mật. Sau khi chính quyền Đệ nhất Việt Nam Cộng hòa thành lập, Ngô Đình Diệm đã tự ý sửa lại một chút lời bài hát và đổi tên bài hát thành "Tiếng gọi công dân".
Lời 2 là "Tiếng gọi sinh viên" do Lê Khắc Thiều và Đặng Ngọc Tốt soạn cuối năm 1941, xuất bản năm 1943 rồi bị cấm.
Lời 3 do Hoàng Mai Lưu soạn tháng 4 năm 1945, xuất bản trong những ngày tiền khởi nghĩa tháng 8-1945.

### Tiếp nhận và phản ứng
Năm 1945, tổ chức Thanh niên Tiền phong được thành lập, lấy hiệu kỳ là Cờ vàng sao đỏ. Bài hát cũng được thay đổi một chút và trở thành bài hát chính thức của tổ chức Thanh niên Tiền phong với tên gọi "Tiếng gọi thanh niên" hay "Thanh niên hành khúc".

Năm 1948, chính phủ của Nguyễn Văn Xuân đã chọn bài "Tiếng gọi thanh niên" làm quốc ca với tên mới là "Tiếng gọi công dân" hay "Công dân hành khúc". Năm 1956, sau khi Việt Nam Cộng hòa thành lập, Đài Phát thanh Sài Gòn đã tự ý lấy bài hát, sửa chữa một vài đoạn để làm thành bản quốc ca của Việt Nam Cộng hòa. 
Nhạc sĩ Lưu Hữu Phước lúc còn sống đã phản đối việc sử dụng trái phép tác phẩm của ông để làm "quốc ca" cho các chế độ ở Sài Gòn trước 1975.
Ngay từ năm 1949, nhạc sĩ Lưu Hữu Phước đã có đơn thư kịch liệt phản đối việc tác phẩm bị sử dụng trái phép, và sau này, trong thời gian tập kết ngày Bắc đêm Nam, từ thủ đô Hà Nội, tiếng nói của nhạc sĩ trên làn sóng điện Đài Tiếng nói Việt Nam liên tục những lời nặng tiếng nhẹ bác bỏ, kể cả giễu cợt, nhưng bài "Tiếng gọi thanh niên" của ông vẫn bị đối phương sử dụng trái phép. Năm 1965, nhạc sĩ Lưu Hữu Phước trở lại chiến trường miền Nam, cùng năm đó ông viết ca khúc Giải phóng miền Nam. Rồi sự kiện Chính phủ Cách mạng Lâm thời Cộng hòa miền Nam Việt Nam được thành lập, thủ đô đóng ở Lộc Ninh (tỉnh Bình Long trước 1975, hiện nay thuộc tỉnh Bình Phước), ca khúc Giải phóng miền Nam đã được sử dụng là Quốc ca chính thức của Chính phủ Cách mạng lâm thời Cộng hòa miền Nam Việt Nam.

## Lời bài hát
| La Marche des Étudiants (Sinh viên Hành khúc) 1939 | Tiếng Gọi Thanh Niên 1941 |
| --- | --- |
| Étudiants ! Du sol l'appel tenace Pressant et fort, retentit dans l'espace Des côtes d'Annam aux ruines d'Angkor, À travers les monts, du sud jusqu'au nord Une voix monte ravie: « Servir la chère Patrie ! » Toujours sans reproche et sans peur Pour rendre l'avenir meilleur La joie, la ferveur, la jeunesse Sont pleines de fermes promesses Điệp khúc Te servir, chère Indochine ! Avec cœur et discipline ! C'est notre but, c'est notre loi Et rien n'ébranle notre foi ! | Này anh em ơi! Tiến lên đến ngày giải phóng. Đồng lòng cùng nhau ra đi sá gì thân sống. Cùng nhau ta tuốt gươm, cùng nhau ta đứng lên. Thù kia chưa trả xong thì ta luôn cố bền. Lầm than bao năm ta đau khổ biết mấy. Vàng đá gấm vóc, loài muông thú cướp lấy. Loài nó chúng lấy máu đào chúng ta. Làm ta gian nan, cửa nhà tan rã. Bầu máu, nhắc tới nó, càng thêm nóng sôi. Ta quyết thề phá tan quân dã man rồi. Điệp khúc Vung gươm lên, ta quyết đi tới cùng! Vung gươm lên, ta thề đem hết lòng. Tiến lên đồng tiến, sá chi đời sống. Chớ quên rằng ta là giống Lạc Hồng!                 |
| | Lời 2. Này sinh viên ơi! Đứng lên đáp lời sông núi. Đồng lòng cùng đi đi đi mở đường khai lối. Kìa non sông nước xưa, truyền muôn năm chớ quên. Nào anh em Bắc Nam cùng nhau ta kết đoàn. Hồn thanh xuân như gương trong sáng. Đừng tiếc máu nóng, tài xin ráng. Thời khó, thế khó, khó làm yếu ta. Dù muôn chông gai, vững lòng chi sá. Đường mới, kíp phóng mắt, nhìn xa bốn phương. Tung cánh hồn thiếu niên, ai đó can trường. Điệp khúc Sinh viên ơi, mau tiến lên dưới cờ. Anh em ơi, quật cường nay đến giờ. Tiến lên cùng tiến, gió tung nguồn sống. Cháy trong lòng ta ngàn mớ lửa hồng. |
| | Lời 3. Này thanh niên ơi! Tiến lên đến ngày giải phóng. Đồng lòng cùng đi đi đi sá gì thân sống. Nhìn non sông nát tan, thù nung tâm chí cao. Nhìn muôn dân khóc than, hờn sôi trong máu đào. Liều thân xông pha, ta tranh đấu. Cờ nghĩa phấp phới, vàng pha máu. Cùng tiến, quét hết những loài dã man. Hầu đem quê hương thoát vòng u ám. Thề quyết, lấy máu nóng mà rửa oán chung. Muôn thuở vì núi sông nêu tiếng anh hùng. Điệp khúc Anh em ơi, mau tiến lên dưới cờ. Sinh viên ơi, quật cường nay đến giờ. Tiến lên cùng tiến, gió tung nguồn sống. Cháy trong lòng ta ngàn mớ lửa hồng.    |